# Estação Trator-Máquina

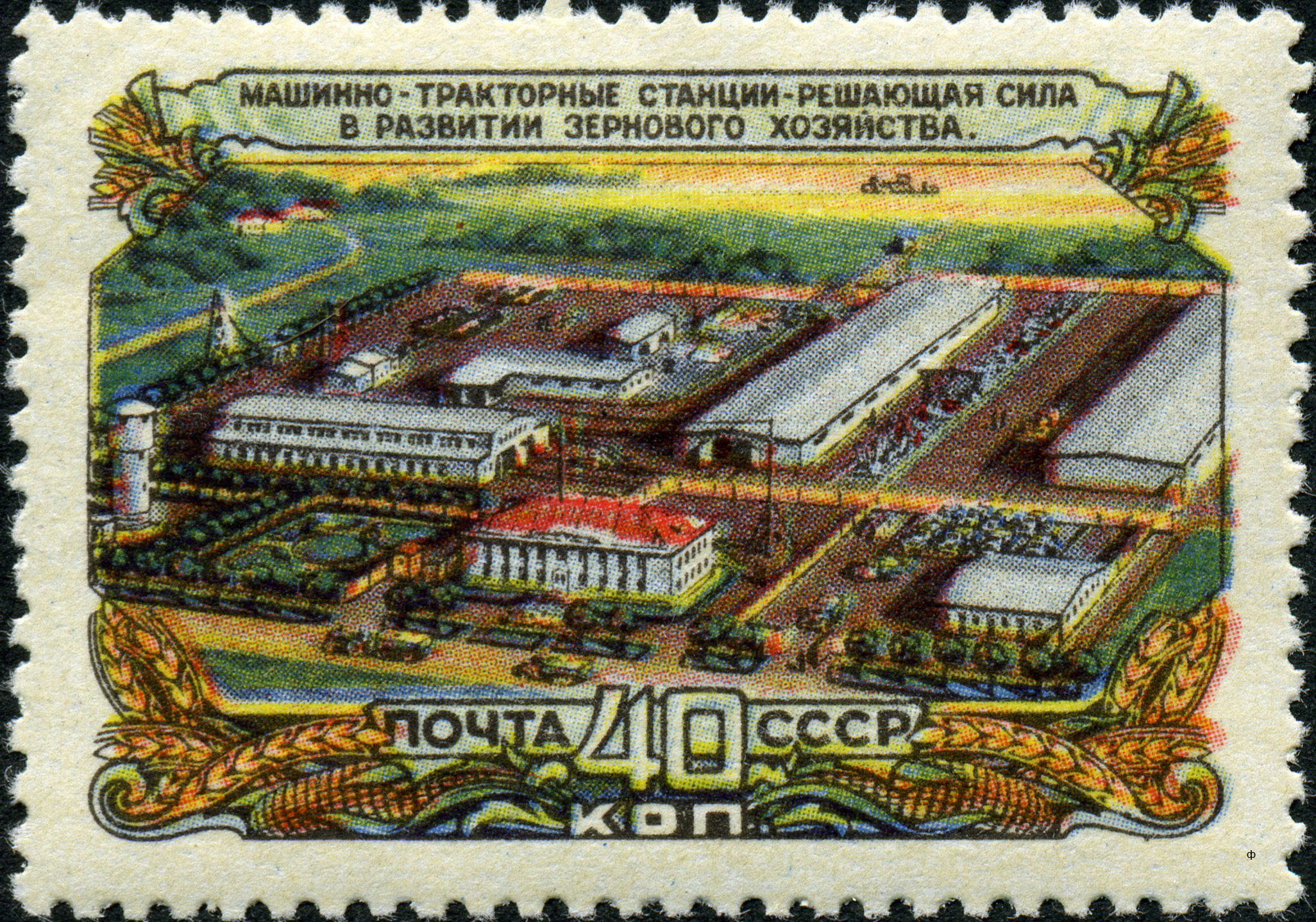
Um selo soviético de 1940 representando um MTS

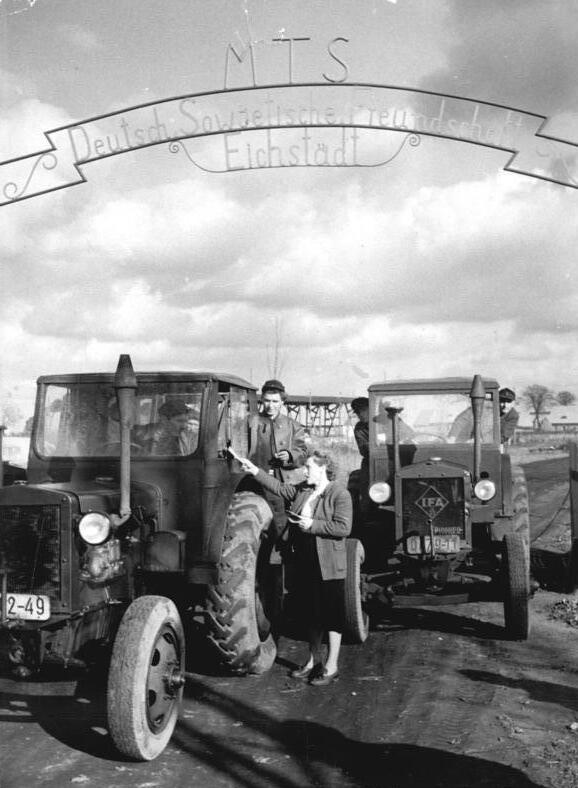
MTS na Alemanha Oriental

A Estação Trator-Máquina era uma empresa estatal de propriedade e manutenção de máquinas agrícolas usadas em kolkhozy . Cada MTS foi responsável por cerca de 40 kolkhozy. O primeiro MTS de todos os tempos foi organizado no Odessa Oblast (Shevchenkivska MTS). Os MTSs foram introduzidos em 1928 como um recurso compartilhado de maquinaria agrícola e pessoal técnico escassos.

William Taubman, biógrafo de Khrushchev, descreve-os da seguinte forma: 
 Como o nome indica, os MTSs eram agências rurais que forneciam fazendas coletivas com maquinaria agrícola e pessoas para administrá-lo. Eles foram criados no final da década de 1920 e no início da década de 1930, quando os kolkhozy eram muito fracos e desorganizados para gerenciar seu próprio equipamento. Ideologicamente, as fazendas coletivas eram uma forma "menor" de propriedade (uma vez que, teoricamente, pertenciam ao coletivo e não ao estado como um todo); portanto, não seria necessário que eles próprios fizessem parte dos "meios de produção". Politicamente, as novas fazendas coletivas, nas quais tantos camponeses foram arrastados, não eram confiáveis. Portanto, o MTS também serviu como reduto do partido (e da polícia) no campo. 
 As principais unidades de um MTS eram brigadas de tratores e brigadas de automóveis, que realizavam o trabalho agrícola correspondente. Foi pago com a parte do produto agrícola denominada pagamento natural ( em russo:  натуральная оплата, натуроплата   , naturoplata ). Com o tempo, os MTSs tornaram-se um instrumento de transferência da produção agrícola do kolkhozy para o sovkhozy do estado. 75.000 tratores foram fornecidos pelos MTSs às fazendas coletivas soviéticas em 1932 e em 1933 o pagamento natural constituía cerca de 20% do produto e continuava a crescer.
Existiam como serviço inter-kolkhoz independente até 1958, quando as máquinas foram transferidas para as fazendas, e a MTS transformada em estações de serviço de máquinas, que ainda eram conhecidos sob o nome antigo por mais tempo. Em 1972, eles foram renomeados para Associação Regional "Selkhoztekhnika" (uma abreviação de maquinaria agrícola).
Na Rússia pós-soviética, alguns  economistas expressaram idéias sobre o renascimento dos MTSs para ajudar pequenos agricultores independentes.